# Adidas Tricolore

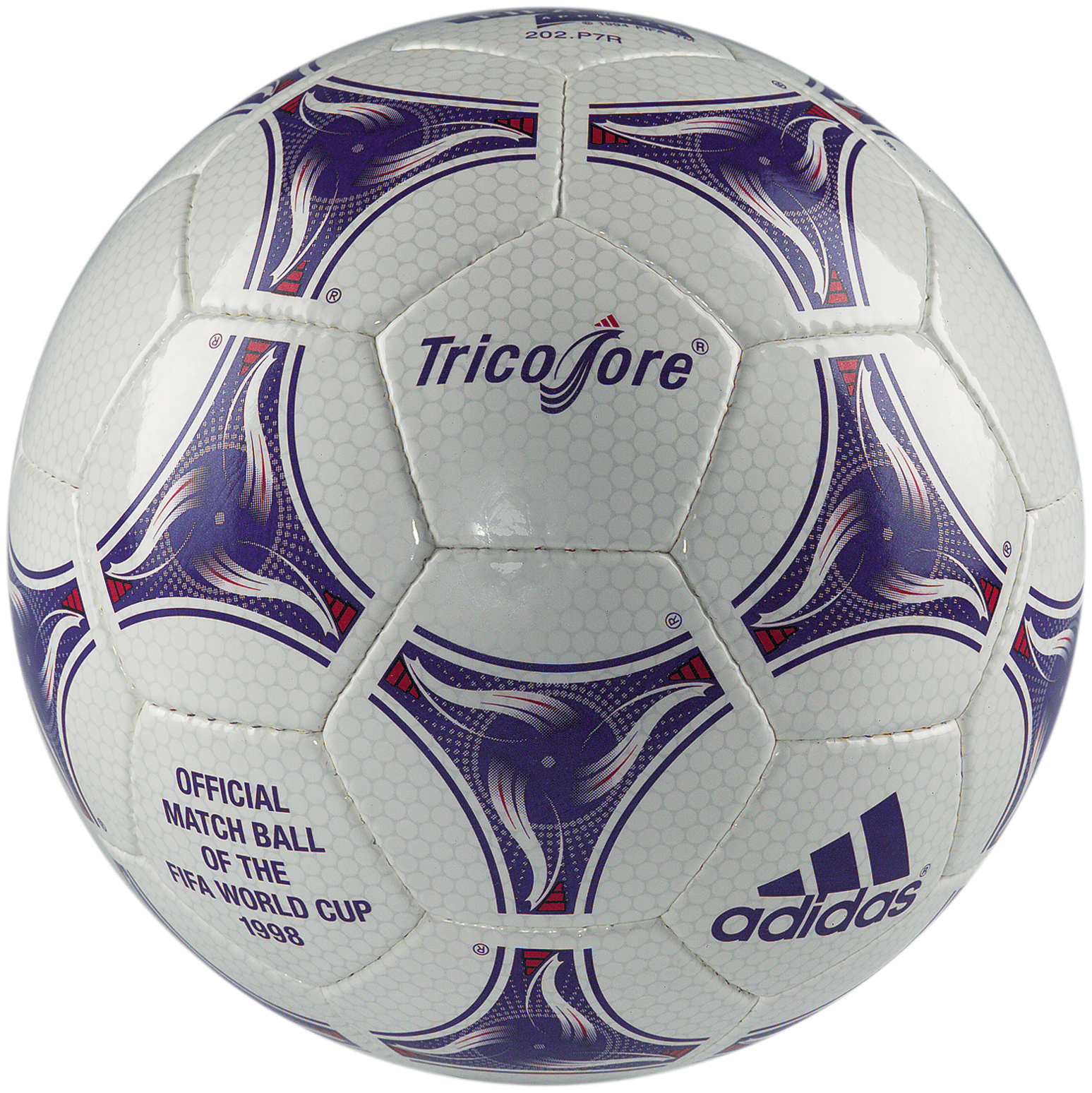
Der adidas-Spielball Tricolore von 1998

Tricolore ist der offizielle Name des von adidas vertriebenen Spielballs der Fußball-Weltmeisterschaft 1998 in Frankreich.
Der Ball hatte als erster eine Schaumfüllung unter der Lederhaut und galt als der bis dahin modernste Fußball. Der Name Tricolore ist bewusst doppeldeutig: Zum einen erinnert er an die Gastgeber, deren Fußballnationalmannschaft auch als „Équipe Tricolore“ bezeichnet wird. Zum anderen war er der erste WM-Ball, der drei Farben (blau, weiß und rot) besaß und damit die Flagge Frankreichs le tricolore rezipiert.
Tricolore war nach dem Telstar Durlast der erste Ball, der außerhalb Europas hergestellt wurde. Er wurde in Marokko und Indonesien produziert sowie in Tunesien zusammengenäht.